# Рода (телесериал)
Рода (англ. Rhoda) — популярный американский комедийный телесериал с Валери Харпер в главной роли Роды Моргенштерн, который выходил на CBS на протяжении пяти сезонов с 1974 по 1978 год. За это время было снято 110 эпизодов.
Шоу является спин-оффом другого популярного ситкома «Шоу Мэри Тайлер Мур», в котором Валери Харпер снималась в период с 1970 и 1974 год, играя роль Роды Моргенштерн, страстной и всезнающей еврейской соседки главной героини и лучшей подруги Мэри Ричардс.
Рода имела большой успех в телевизионных рейтингах, особенно в первые два сезона, даже опередив своего предшественника. Кроме того, сериал был благоприятно встречен критиками, и получил премию «Золотой глобус» в категории «Лучший телевизионный сериал — комедия или мюзикл» в 1975 году, а также две премии «Эмми», в том числе и в категории «за лучшую женскую роль в комедийном телесериале». В общей сложности за свою историю сериал получил 17 номинаций на «Эмми», и 7 на «Золотой глобус».
Сериал также стал знаковым в истории телевидения. Пилотный эпизод, который вышел в эфир 9 сентября 1974 года, поставил беспрецедентный рекорд, став первым и единственным в истории телевидения дебютом сериала, который возглавил рейтинговую таблицу «Нильсена», с огромным разрывом победив трансляцию важнейшего футбольного матча на ABC.
Кроме того, эпизод, в котором была показана свадьба главной героини, наблюдало рекордное количество зрителей для сериалов 1970-х годов: более 52 миллионов американцев, более половины зрительской аудитории США. Этот эпизод также был встречен с огромным количеством положительной критики, и позже был назван «Телевизионным феноменом».

## В ролях
- Валери Харпер — Рода Моргенштерн Джерард
- Джулия Кавнер — Бренда Моргенштерн
- Дэвид Гро — Джо Джерард
- Нэнси Уокер — Ида Моргенштерн
- Гарольд Гулд — Мартин Моргенштерн
- Рон Сильвер — Гэри Леви
- Рэй Буктеница — Бенни Гудвин
- Кеннет Макмиллан — Джек Дойл